# Équipe cycliste Skyline
L'équipe cycliste Skyline est une équipe cycliste américaine, ayant le statut d'équipe continentale.

## Classements UCI
L'équipe participe aux épreuves des circuits continentaux et en particulier de l'UCI America Tour. Les tableaux ci-dessous présentent les classements de l'équipe sur les différents circuits, ainsi que son meilleur coureur au classement individuel.
UCI America Tour
| UCI America Tour | UCI America Tour       | UCI America Tour                          | UCI America Tour |
| Année            | Classement par équipes | Meilleur coureur au classement individuel |                  |
| ---------------- | ---------------------- | ----------------------------------------- | ---------------- |
| 2022             | 27e                    | Joseph Lupien (504e)                      |                  |
| 2023             | 21e                    | Julien Gagné (360e)                       |                  |
| 2024             | 19e                    | Jack Makohon (319e)                       |                  |
|                  |                        |                                           |                  |
| Source : UCI     |                        |                                           |                  |

UCI Europe Tour
| UCI Europe Tour | UCI Europe Tour        | UCI Europe Tour                           | UCI Europe Tour |
| Année           | Classement par équipes | Meilleur coureur au classement individuel |                 |
| --------------- | ---------------------- | ----------------------------------------- | --------------- |
| 2024            | -                      | Conn McDunphy (710e)                      |                 |
|                 |                        |                                           |                 |
| Source : UCI    |                        |                                           |                 |

L'équipe est également classée au Classement mondial UCI qui prend en compte toutes les épreuves UCI et concerne toutes les équipes UCI.
| Classement mondial | Classement mondial     | Classement mondial                        | Classement mondial |
| Année              | Classement par équipes | Meilleur coureur au classement individuel |                    |
| ------------------ | ---------------------- | ----------------------------------------- | ------------------ |
| 2022               | 207e                   | Joseph Lupien (2885e)                     |                    |
| 2023               | 193e                   | Julien Gagné (2139e)                      |                    |
| 2024               | 161e                   | Conn McDunphy (1026e)                     |                    |
|                    |                        |                                           |                    |
| Source : UCI       |                        |                                           |                    |

## Team Skyline en 2022
| Cycliste        | Date de naissance | Nationalité | Équipe 2021  |  |
| --------------- | ----------------- | ----------- | ------------ |  |
| Trevor August   | 17 août 2002      | États-Unis  | Team Skyline |  |
| Wolfgang Brandl | 12 mars 1986      | Allemagne   | Team Skyline |  |
| Jake Castor     | 8 juillet 1987    | États-Unis  | Team Skyline |  |
| Rene Corella    | 30 septembre 1991 | Mexique     | Team Skyline |  |
| Nick Kleban     | 20 juillet 1999   | Canada      | Team Skyline |  |
| Parker Kyzer    | 5 juin 1992       | États-Unis  | Team Skyline |  |
| Joseph Lupien   | 7 mars 1994       | Canada      | Team Skyline |  |
| Timothy Rugg    | 24 novembre 1985  | États-Unis  | Team Skyline |  |
| Andrew Scott    | 18 avril 1997     | États-Unis  | Team Skyline |  |
| Clayton Travis  | 27 août 1997      | États-Unis  | Team Skyline |  |
| Chaz Turmon     | 29 septembre 1990 | États-Unis  |              |  |